# Nguyễn Văn Phụng (chính khách)
Nguyễn Văn Phụng (sinh ngày 16/10/1960) là một chính trị gia người Việt Nam. Ông từng là Đại biểu Quốc hội Việt Nam khóa 13 thuộc đoàn đại biểu Thành phố Hồ Chí Minh.

## Tiểu sử
Tên thường gọi: Nguyễn Văn Phụng
Ngày sinh: 16/10/1960
Giới tính: Nam
Dân tộc: Kinh
Tôn giáo: Không
Quê quán: Xã Tân Phú Trung, huyện Củ Chi, TP Hồ Chí Minh
Trình độ chính trị: Cao cấp lý luận chính trị
Trình độ chuyên môn: Kỹ sư chăn nuôi, Cử nhân Luật, Cử nhân Hành chính
Nghề nghiệp, chức vụ: Thành ủy viên, Chủ tịch Hội Nông dân thành phố Hồ Chí Minh, Ủy viên Ủy ban Tư pháp của Quốc hội
Nơi làm việc: Hội Nông dân thành phố Hồ Chí Minh
Ngày vào đảng: 31/12/1983
Nơi ứng cử: TP Hồ Chí Minh
Đại biểu Quốc hội khoá: XIII
Đại biểu chuyên trách: Không
Đại biểu Hội đồng nhân dân: Không 